# 科乐美秘技

科乐美秘技输入方法（基本形式）

科樂美秘技（日語：コナミコマンド），是科樂美公司一个著名的由自己开发与发售的多数电脑游戏、电视游戏中登场的游戏外挂秘技的一种，亦是在多数科樂美遊戲中和一些非科乐美游戏中的出现的作弊代码。
在科乐美秘籍原代码中，玩家可以按下游戏控制器上的下列按钮搖桿輸入顺序，进行作弊或其他效果，其輸入碼為:
↑↑↓↓←→←→BA
作为第三世代游戏机的参考，该代码也在流行文化中占有一席之地，并在许多网站上以彩蛋的形式出现。

## 起源
科樂美秘技起因是橋本和久手下一个人为了移植1985年射击游戏《宇宙巡航艦》的商务用街机版到家庭红白机版时，而开发了投币式版本，但这个这个版本很难，桥本和久也并没有玩多久，并表示自己也打不过它，而又因为自己是要使用它的人并且为了确保指令很容易被大家记住，所以加入了科乐美秘技。原计划是移植完后删除，而后来因为秘籍浪潮而没删除。
科樂美秘技可以用在很多科樂美的游戏上。它的第一次出现是在科樂美公司的1985年游戏宇宙巡航艦中。后来，科樂美遊戲《魂羅》更把科樂美秘技发扬光大。《魂斗羅》第2代的密技輸入碼與第1代的有所分別，按法為：
→←↓↑AB
此秘技適用在該公司所發行在不同款遊戲上，但也並非每次都適用，且在不同的遊戲中有不同的功效；如《宇宙巡航艦》中是玩家的武器配備立即達最顛峰的滿裝狀態，而在其他遊戲則可能是關卡選擇、甚至是無敵等。
在《宇宙巡航艦》推出後，其續作又修改了科樂美秘技。於超級任天堂版本的《宇宙巡航艦III－從傳說到神話－》中，原本的科樂美秘技會使玩家的飛船自爆。可是，若以L和R取代←和→的話，那麼玩家的飛船就會升級。在Wii版本的《宇宙巡航艦：重生》中，科樂美秘技中的A和B分別被1和2取代。

## 其他平台
在其他平台上，科樂美秘技的不同之處主要為A和B，全因其他平台沒有這兩個按鈕。在SonyPlayStation系列的遊樂器上，此秘技為「↑↑↓↓←→←→×○」，因為PlayStation系列遊樂器沒有B鈕、A鈕，但有相近對應的鈕、鈕。另外，科樂美秘技在手機遊戲上則被改為「↑↑↓↓←→←→573」（573的日語發音為「科樂美」的諧音）。而在iOS游戏jubeat plus和Reflec Beat Plus中也作为彩蛋出现，操作方式为在标题画面的空白区域依次按上、上、下、下、左、右、左、右的方向滑动，并点击游戏LOGO上的“B”和“A”字母。jubeat plus中可以令标题画面出现彩蛋（根据所选的主题不同而产生不同效果），Reflec Beat plus中则会令游戏里的判定效果变大。在街机版的jubeat saucer fulfill中，于模式选择画面以相对应的按键输入此秘技，可以进入隐藏模式设定菜单。街機版麻雀格鬥俱樂部以對家名字欄、自己名字欄、上家名字欄、下家名字欄來代替上、下、左、右，以下一步和胡牌按鍵來代替B和A，輸入後可以切換遊戲的一般背景音樂和特別版背景音樂（只提供給特定使用特別版e-AMUSEMENT PASS的玩家）。

## 其他用途
科樂美秘技亦是一個流行文化。
在2012年迪士尼经典动画长片《无敌破坏王》中，糖果王利用科樂美秘技重新編程遊戲《甜蜜衝刺》。
在卡通頻道動畫《探險活寶》第二季第16集中，主角阿寶在玩遊戲機嗶莫時，利用科樂美秘技擊敗青蛙頭目。
在卡通頻道動畫《天兵公園》中，主角阿天使用此秘技對付班森（此資訊不一定正確）
在卡通頻道動畫《阿甘妙世界》廣告短片中，主角陶阿甘發現同學異形使用科樂美秘技的動作完成許多作弊的事時也開始仿效，結果讓自身產生跳針當機而失敗。
美國樂隊盲音合唱團的第六個專輯《星期六症候群》中，有一首名為〈U，U，D，D，L，R，L，R，A，B，Select，Start〉的歌。此歌的歌名係改自科樂美秘技。
在VOCALOID歌曲《リモコン》中的一部分歌词，如“L R L R STOP＆Dash＆up＆talk B B A B S（tart）”和“up side down A B A B B A B A 左 右”疑似致敬科乐美秘技。
在Android版的Google Play Games中，以手指依次「上、上、下、下、左、右、左、右」滑動，會秀出「A, B, >」的圖示。再依次按下「B, A, <」, 即可獲得"All your game are belong to us"的成就。
在劇場版動畫《為美好的世界獻上祝福！紅傳說》中，解開謎之遺跡中的古代兵器閘門密碼就是「上上下下左左右右BABA」，而該密碼只有和真看得懂。

### 知名网站的彩蛋

在Facebook首頁上使用科樂美秘技後的效果

作為一個歷史悠久的秘技，不少知名网站都會製作關於科樂美秘技彩蛋。
- Google Reader：在阅读界面中输入此秘技后，左侧订阅列表会被替换成左下角有个忍者的深蓝色背景，并且在将文章标记为喜欢和取消喜欢时分别会有抛洒红心和心碎的动画。[25]（Google Reader已停止開發）
- Facebook：輸入此秘技后再按一下「Enter」鍵，此后在頁面移動或按鍵時發出昡光。（現已移除）
- Twitter：輸入此秘技后，页面上的小鸟logo会顺时针旋转一圈。
- Plurk：輸入此祕技后，时间轴中的条目会全部墜落，重打一次或按F5键就會恢復正常。（改打↑↑↓↓←←→→AB會有負片效果）
- 土豆网：在任意視频播放页面中输入此秘技后，視频播放器会暂时消失，并且从左侧飞入一个写有“信土豆，死后原地复活，状态全满。MP+100%（有時則是HP+100%）”的标签。提示稍后會自動消失并恢复显示播放器，期间視频播放不会暂停。（已不再支援彩蛋）[26]
- 球迷网：在首页输入秘技后即刻出现经典动画片《灌籃高手》mv flash，按Esc可退出。
- QQ音樂：在网页版（y.qq.com）输入秘技后，页面顶部会出现魂斗罗，同时播放魂斗罗游戏背景音樂（2015年12月測試，已不再支援彩蛋）。
- iNDIEVOX 独立音樂网：在网站上任意处输入方向键「上上下下左右左右」与「BA」能开启测试中以情绪效价与唤醒度播放音樂的隐藏功能 VA Radio 。
- 暴雪娛樂Overwatch官方網站 輸入此秘技後會出現D.VA的小彩蛋

## 其他
- Konami Code Sites